# Régime de gouvernement seigneurial des églises
Le régime de gouvernement seigneurial des églises (Landesherrliche Kirchenregiment ou Summepiscopat, "épiscopat suprême") est une organisation spécifique de l'histoire légale et ecclésiastique allemande qui a duré jusqu'en 1918. Il s’agit de la gouvernance du système ecclésiastique protestant d’un territoire (donc d’une ou plusieurs églises protestantes) par le détenteur du pouvoir temporel dans ce territoire. Ce régime est aussi appliqué en Alsace, en Moselle ou au Pays de Montbéliard jusqu'à la Révolution française qui supprime les autorités seigneuriales.

## Historique

### Avant la Réforme
Les débuts du régime de gouvernement seigneurial des églises peuvent déjà être trouvés dans la période pré-Réforme protestante. Au Moyen Âge tardif, tels que le mode de vie dissolu des évêques et des curés, il y eut de nombreux princes et de nombreux conseils municipaux pour oser s’attribuer, bien avant l'émergence de Martin Luther, des juridictions faisant en principe partie du domaine ecclésiastique, telles que celles de la nomination des curés ou de la justice ecclésiastique.

### Entre 1517 et 1918
Au début de la Réforme, il y avait deux conceptions concurrentes du gouvernement de l'église en Hesse et en Saxe : la conception synodale ou la conception épiscopale. Luther a rejeté la conception synodale en Hesse et a demandé aux princes électeurs saxons d’assurer la direction de l'église. Alors que Luther pensait initialement à mettre en place dans l’urgence une solution temporaire, cela n'était pas perceptible dans les instructions transmises par les princes. La direction de l'Église a d'abord été exercée par des commissions appointées par eux, puis plus tard par un consistoire qui contrôlait l’ensemble de l'église et des écoles au moyen de visites d’inspection.
Après que la Réforme et les luttes religieuses aient menacé de briser l'unité du Saint-Empire, la paix d'Augsbourg (1555) fit appliquer dans tout l’Empire le principe « cujus regio, ejus religio » (tel prince, telle religion) qui avait au moins le mérite de maintenir l'unité religieuse dans les territoires individuels puisque l’appartenance religieuse des sujets était dès lors basée sur celle du prince souverain. La Paix de Westphalie (1648) a étendu aux réformés ce principe initialement limité au choix entre catholicisme et luthéranisme. 

Bien qu'il y ait eu différentes approches de la question des relations entre l’Église et l'État parmi les réformateurs, le point de vue qui a prévalu en pratique est que le prince ou le conseil municipal dans le cas des villes libres d’Empire étaient des « membres remarquables de l'église » (membra praecipua ecclesiae), sur lesquels on pouvait s’appuyer, dans une situation d'urgence, pour assurer la fonction épiscopale de l’entité religieuse de leur ressort. Cependant, ce qui avait été conçu comme une solution temporaire dans l’attente d’une réorganisation complète par un concile s’est finalement développé pour former, dans les églises protestantes allemandes, un instrument de gouvernement durable qui ne se terminera qu’en 1918. Le prince est alors dit summus episcopus de l’église (expression latine pour « évêque suprême ») puisqu’il cumule tous les pouvoirs des domaines spirituels et temporels.

### La fin du système seigneurial
C’est la Révolution allemande de 1918-1919 qui amènera la chute du système impérial et la constitution de Weimar de 1919 qui proclame la séparation de l’église et de l’État. L’ensemble des princes régnants dans les états et les principautés d’avant 1918, du moins ceux qui n’avaient pas été directement chassés par un soulèvement populaire dès 1918, sont immédiatement amenés à démissionner et les 28 églises protestantes allemandes de l’époque se retrouvent sans chef. Elles réussissent à se maintenir malgré les ardeurs révolutionnaires des socialistes et des communistes, se fédèrent pour former la DEK (Deutsche Evangelische Kirche qui deviendra l'EKD (Evangelische Kirche in Deutschland) en 1945) et établissent des constitutions  presbytériennes-synodales où le pouvoir de direction de l'église va aux synodes, qui élisent les évêques ou les présidents d’église, tandis que les consistoires demeurant des autorités d’administration purement ecclésiastiques.

A ce jour, les lois de 1919 sont toujours valables: les articles 136 à 141 de la Constitution de Weimar ont été transcrits dans l'article 140 de la Loi fondamentale de la République fédérale d'Allemagne.

## Aspects juridiques

### Théories juridiques
Il peut être distingué de trois phases du régime de gouvernement seigneurial des églises, dont chacune correspond aux théories juridiques de son temps :
- La 1re théorie est dite épiscopalienne. Elle a cours essentiellement aux XVIe et XVIIe siècles. Selon cette théorie, le règne du souverain sur son église résultait une loi de l'église, à savoir la même compétence que celle des évêques catholiques qui lui avait été transférée par l'article 20 de la paix d'Augsbourg. Selon ce point de vue, le gouvernement de l'église avait été transféré à la personne du prince et ne se confondait pas avec son pouvoir de chef d'État. L'épiscopalisme permettait donc de distinguer pouvoir étatique et pourvoir religieux, qui n’étaient réunis que par leur attribution à une même personne, une sorte de séparation de principe des pouvoirs religieux et étatiques, très  longtemps avant que n'intervienne la séparation de l’Église et de l’État de 1918.
- Par contraste, la compréhension absolutiste de l'État au XVIIIe siècle rapprochèrent le régime de gouvernement seigneurial des églises de la théorie du « territorialisme », où le gouvernement de l'église faisait simplement partie de l’ensemble du pouvoir exercé par le souverain sur son territoire. Selon cette théorie, le souverain n'était plus lié au conseil ni à la participation des ecclésiastiques dans son exercice du gouvernement de l'église.
- Influencé par l'idée du contrat social, la théorie du « collégialisme » est finalement apparue. Selon elle, les églises étaient des sociétés religieuses (« collegia ») dont les membres jouissaient d'une certaine autonomie. Le souverain devint ainsi un simple « président d'association » dont la fonction était dès lors très strictement séparée de celle de son pouvoir étatique. En raison de sa proximité avec les structures du droit des sociétés, cette compréhension a finalement prévalu dans la doctrine et la jurisprudence. Aujourd'hui encore, l’article 140 de la Loi fondamentale de la République fédérale d'Allemagne , directement emprunté à la Constitution de Weimar, désigne les communautés religieuses comme des « sociétés religieuses » tout à fait dans l’esprit de cette théorie, sans que, bien entendu, le modèle d’association laïque ne concorde pour autant complètement avec la conception religieuse de l'église.

### jus in sacra–jus circa sacra
Au XIXe siècle, une distinction capitale fut introduite entre jus in sacra et jus circa sacra, du fait de l'évolution sociale et juridique, notamment en raison des changements territoriaux introduits par les guerres napoléoniennes et le recès d'Empire :
- jus in sacra (droit en matière de sacré) désigne la loi du souverain en tant que  « summus episcopus »  (évêque suprême), qui  organise les affaires intérieures de l'Église protestante de son territoire. Cela comprend notamment l'ordre liturgique du culte (jus liturgicum), le choix des hymnes autorisés, ainsi que le droit d'organiser l'union des églises (c'est-à-dire de passer d'un sustème de coexistence de paroisses luthériennes et réformées à un système de paroisses "évangéliques" utilisant une liturgie commune). En règle générale, le souverain s’appuie sur la participation du clergé pour prendre de telles décisions. Le non-respect de ce droit a été le déclencheur de troubles majeurs dans la querelle liturgique en Prusse dans les années 1822-1823 ou dans la querelle du catéchisme de Hanovre en 1862.
- jus circa sacra (droit autour du sacré) désigne l’exercice du pouvoir séculier du souverain de l'État sur toutes les communautés religieuses présentes sur son territoire. Cela comprend les conditions d’accès au ministère (par exemple pastoral), les questions de rémunération, d'entretien des bâtiments et de supervision de la participation des communautés religieuses dans la vie publique. L’interférence de ce droit avec les conceptions entretenues par les communautés religieuses quant à leur autonomie n’a guère été sensible dans le protestantisme, mais l’a été de manière très vive dans le cas de l'Église catholique romaine lors de l’épisode du Kulturkampf (1871-1887).

## Institutions et pratiques
Les institutions les plus importantes du régime de gouvernement seigneurial des églises étaient d’une part le consistoire en tant qu'autorité ecclésiastique et d’autre part le surintendant en tant que supérieur des pasteurs. C'est précisément dans sa personne que le dilemme de cette organisation est visible : dans le cadre du pastorat, lié à son ordination, il pouvait s’opposer au prince, mais en même temps il le représentait auprès des pasteurs en tant que fonctionnaire princier.
En outre, dans les villes, il y avait le « ministère spirituel » qui représentait le pastorat au travers d’un « senior » élu, qui s'assurait que l’avis et les droits de participation des pasteurs dans le choix de la liturgie et des livres de cantiques ainsi que dans les questions de moralité publique, soient bien respectés.